# Živinice Gornje
Živinice Gornje (en cyrillique : Живинице Горње) est une localité de Bosnie-Herzégovine. Elle est située dans la municipalité de Živinice, dans le canton de Tuzla et dans la fédération de Bosnie-et-Herzégovine. Selon les premiers résultats du recensement bosnien de 2013, elle compte 2 766 habitants.

## Géographie
La localité est située à l'ouest de Živinice, au bord de la rivière Oskova, un affluent de la Spreča.

## Démographie

### Évolution historique de la population dans la localité
| 1948 | 1953 | 1961  | 1971  | 1981  | 1991  | 2013  |
| ---- | ---- | ----- | ----- | ----- | ----- | ----- |
| -    | -    | 1 744 | 2 538 | 2 858 | 3 719 | 2 766 |

|  |